# Szent Mihály és Gábriel arkangyalok fatemplom (Kismező)
A kismezői Szent Mihály és Gábriel arkangyalok fatemplom műemlékké nyilvánított épület Romániában, Szilágy megyében. A romániai műemlékek jegyzékében az  SJ-II-m-A-05097 sorszámon szerepel.